# Andromedidi
Andromedidi ili Bielidi su meteorski roj kojemu je radijant u zviježđu Andromedi, pojavljuje se od 23. do 27. studenoga. Potječe s putanje Bielina kometa. Bielin komet  (označen kao 3D/Biela) bio je s putanjom u blizini Zemljine. Nije se ničim odlikovao do 1846., kada mu se jezgra razdvojila. Razdvajanje je nastavljeno pa je 1852. viđen u dva dijela razmaknuta za 2 milijuna kilometara. Nikad više poslije toga nije viđen, ali su se umjesto njega počeli od 1872. javljati meteorski pljuskovi. Tako je dokazano da meteorski rojevi potječu od kometa i stižu njihovim stazama, uzduž kojih se raspršuju. Meteori Bielidi zapažaju se i danas, no u sve manjem broju. Ustvari Zemlja prolazi kroz rep bivšeg Bielinog kometa. Andromedidi su se prvi puta vidjeli 6. prosinca 1741. iznad Sankt Peterburga u Rusiji. Nakon toga su viđeni 1798., 1825., 1830., 1838. i 1847. Nakon toga su viđeni u veličanstvenoj prestavi 1872. i 1885., kada se moglo vidjeti nekoliko tisuća meteora na sat. 27. studenog 1885. prvi puta ih je fotografirao austrougarski astronom Ladislaus Weinek u Pragu, a to je bila prva fotografska snimka meteorskog pljuska ikad. U zadnje vrijeme se vidi oko 3 meteora na sat, iako je bilo radarskih snimaka i s više meteora na sat.

## Bielin komet
Bielin komet, otkrio ga 1826. austrijski astronom Wilhelm von Biela (1782. – 1856.), je imao vrijeme ophoda od 6,619 godina, afel 6,19 astronomskih jedinica a perihel 0,86 AJ. Raspao se 1846. na dva dijela, koja su 1856. viđena rastavljena. Njegovom se putanjom giba roj meteora Andromedida (ili Bielida), koji se zapaža sredinom listopada.